# Valery Kalachikhin
Valery Alexeyevich Kalachikhin (em russo:  Валерий Алексеевич Калачихин; Krai de Krasnodar, 20 de maio de 1939) é um ex-jogador de voleibol da Rússia que competiu pela União Soviética nos Jogos Olímpicos de 1964. Ele nasceu na Sovkhoz Storaya Pyatiletka, próximo a Leningradskaya no Krai de Krasnodar.
Em 1964 ele fez parte da equipe soviética que ganhou a medalha de ouro no torneio olímpico, jogando todas as nove partidas.